# Dotknij mnie
Dotknij mnie – polski film offowy z 2003 r. w reżyserii Anny Jadowskiej i Ewy Stankiewicz.

## Obsada
- Ewa Szykulska – Ewa
- Sylwester Jakimow – Sylwek
- Piotr Miazga – Piotr
- Grzegorz Stosz – policjant Grzegorz
- Anna Bielecka – Anna, córka Ewy
- Karolina Obrębska – Karolina, fanka Sylwka

## Opis fabuły
Młoda dziewczyna podkochuje się w aktorze nieudolnie sprzedającym garnki w programie podrzędnej telewizji. Jej idol z kolei tęskni za prostytutką, którą widuje w oknie na zapleczu domu publicznego. W sąsiednim mieszkaniu trwa awantura. Wezwany przystojny policjant zakochuje się w starszej od siebie kobiecie. Ta jednak stale zmienia konkubentów uciekając od miłości, która czeka u progu jej drzwi. Film opowiada o losach kilku ludzi, którzy pragną kochać i być kochani, lecz nie potrafią zauważyć szansy.

## Nagrody
2003:
- 28. Festiwal Polskich Filmów Fabularnych w Gdyni:
  - Nagroda Główna w Konkursie Kina Niezależnego za ekranowa prawdę, inwencję formalną, nowoczesny sposób opowiadania i drapieżność w opisywaniu polskiej rzeczywistości
- Festiwal Slamdance Poland we Wrocławiu:
  - Nagroda dla najlepszego filmu fabularnego
- MFF "OFF CINEMA" w Poznaniu:
  - Brązowy Zamek za prawdę i wzruszenie

2004:
- Złota Kaczka (nagroda miesięcznika "Film") dla najlepszego filmu offowego za rok 2003